# Trachusa timberlakei
Trachusa timberlakei är en biart som först beskrevs av Schwarz 1928.  Trachusa timberlakei ingår i släktet hartsbin och familjen buksamlarbin.

## Utseende
Ett tämligen stort bi med svart grundfärg och gula teckningar. Hanen har dessutom krämfärgade fläckar i ansiktet. Mönstret kan variera kraftigt; nordligare arter tenderar att ha mindre gult i teckningen.

## Ekologi
Arten lever på lägre höjd i bergslandskap, och besöker blommande växter från flera olika familjer, som korgblommiga växter (tistlar), dunörtsväxter (clarkiasläktet) och kransblommiga växter (temyntor)
Som hos alla arter av släktet bygger honan underjordiska larvbon som hon klär med löv, ihopfogade med kåda.

## Utbredning
Trachusa timberlakei förekommer i västra USA som Kalifornien, västra Nevada och Oregon.

## Taxonomi
Inga underarter finns numera listade; arten är emellertid nära släkt med Trachusa autumnalis och Trachusa zebrata, varför vissa forskare tidigare betraktade den som en underart av den senare.